# تيمبيو باوسانيا
تيمبيو باوسانيا، (بالإنجليزية: Tempio Pausania)‏، (سردينيا: Tèmpiu)، هي بلدية في مقاطعة ساساري، في سردينيا، إيطاليا. اعتبارا من عام 2016، كان هناك 14159 شخصًا يعيشون هناك.  تبلغ مساحتها 210.82 كيلومتر مربع. وهو 566 متر فوق مستوى سطح البحر.

## السكان
في سنة 1861 بلغ عدد السكان 4٬791 نسمة، وتطور العدد ليصل في سنة 2011 لـ 13٬946 نسمة.
يظهر هذا المخطط البياني تطور النمو السكاني لـ تيمبيو باوسانيا

## توأمة
لتيمبيو باوسانيا اتفاقيات توأمة مع كل من:
- أسياغو
- Foza [الإنجليزية]‏
- سيناي
- أرمونجيا
- فوني

## أعلام
- جوزيبي رومانو
- ايفانو بالدانزيدو